# یواس‌اس پینتیل (ای‌ام‌سی-۱۷)
یواس‌اس پینتیل (ای‌ام‌سی-۱۷) (به انگلیسی: USS Pintail (AMc-17)) یک کشتی بود که طول آن ۸۴ فوت ۹ اینچ (۲۵٫۸۳ متر) بود. این کشتی در سال ۱۹۳۷ ساخته شد.